# NGC 6802
NGC 6802 је расејано звездано јато у сазвежђу Лисица које се налази на NGC листи објеката дубоког неба.
Деклинација објекта је + 20° 15' 42" а ректасцензија 19h 30m 36,0s. Привидна величина (магнитуда) објекта NGC 6802 износи 8,8. NGC 6802 је још познат и под ознакама OCL 114.